# 奇普·皮克靈
奇普·皮克靈（英語：Chip Pickering；1963年8月10日—）是美国的一位政治人物。在1997年至2009年期間，他是密西西比州第三國會選區選出的聯邦眾議員。他的黨籍是共和黨。在2008年，他宣布不會尋求連任。他曾經在電影芭樂特：哈薩克青年必修（理）美國文化中客串出演。